# Suicide Silence (Album)
Suicide Silence ist das gleichnamige fünfte Studioalbum der US-amerikanischen Metal-Band Suicide Silence, dass am 24. Februar 2017 weltweit über Nuclear Blast veröffentlicht wurde.
Das Album, das insgesamt neun Titel und eine Gesamtspiellänge von 44 Minuten und 13 Sekunden aufweist, wurde von Ross Robinson produziert. Mit der Veröffentlichung des nach der Band benannten Albums vollzogen die Musiker einen radikalen musikalischen Umbruch weg vom Deathcore hin zu einem Klang des Nu Metal der frühen 1990er-Jahre, wofür die Band, sowohl von der Fachpresse als auch der eigenen Fangemeinde und anderen Bands der Deathcore-Szene – am meisten durch Thy Art Is Murder – scharf kritisiert wurde.
Die Kritiken hatten zur Folge, dass sich Suicide Silence trotz Vermarktung, überwiegend schlecht besprochen wurde und sich schlecht verkaufte. Mit knapp 4.700 verkauften Einheiten innerhalb der ersten Verkaufswoche legte die Gruppe den schlechtesten Wert ihrer Bandkarriere in den Vereinigten Staaten hin, sodass die Musiker ihre niedrigste Chartnotierung in den US-amerikanischen Albumcharts erreichten. In Deutschland landete das Werk auf Platz 98 und somit hauchdünn in den Charts.

## Entstehungsgeschichte
Pläne für ein neues Album wurden bereits Ende Oktober des Jahres 2015 bekannt. So hieß es, dass die Musiker planen, irgendwann im Laufe des Jahres 2016 mit den Arbeiten an einem Nachfolger für das 2014 herausgegebene You Can’t Stop Me beginnen zu wollen. Ende März begannen die Musik der mit Produzent Ross Robinson, der bereits Alben für Sepultura, Korn, Slipknot und Limp Bizkit produzierte, mit den Aufnahmearbeiten an ihrem Album. Als Co-Produzent wirkte Dino Cazares von Fear Factory mit, während sich Joey Barresi, welcher bereits für Kyuss, Tool, Queens of the Stone Age und den Melvins arbeitete, für das Mixing verantwortlich zeigte.
Am 28. Dezember 2016 wurden die Titelliste, der Albumtitel, das Plattencover sowie das offizielle Veröffentlichungsdatum bekanntgegeben.
Laut einem Interview, dass Gitarrist Mark Heylmun mit TheMetalTris gegeben hatte, erklärte er, dass die Musiker komplett planlos ins Studio gegangen seien.

„Wir sollten nur Musik machen, so wie wir sie machen wollten. Und warum hat man überhaupt diese Vergleiche mit anderen Bands? Bei diesem Album suchten wir nicht nach einem bestimmten Sound. Wir hatten keinen Plan davon, was wir genau wollten. Wir gingen einfach so ins Studio, jammten zusammen und schrieben Musik. Und was immer dabei entsteht, entsteht eben.“

## Titelliste
| #  | Titel                                     | Komponist | Länge | Anmerkungen  |
| -- | ----------------------------------------- | --------- | ----- | ------------ |
| 1. | Doris                                     |           | 4:28  | • Musikvideo |
| 2. | Silence                                   |           | 4:40  |              |
| 3. | Listen                                    |           | 5:32  |              |
| 4. | Dying in a Red Room                       |           | 4:45  | • Musikvideo |
| 5. | Hold Me Up, Hold Me Down                  |           | 5:18  |              |
| 6. | Run                                       |           | 4:25  |              |
| 7. | The Zero                                  |           | 4:53  |              |
| 8. | Conformity                                |           | 5:53  |              |
| 9. | Don’t Be Careful, You Might Hurt Yourself |           | 4:20  |              |

## Musikstil
Am 17. Dezember 2016 gab Sänger Eddie Hermida bekannt, dass das Album sich komplett von den früheren Werken der Band unterscheiden werde. Vor allem im Gesang werde sich einiges ändern. So sagte er, dass das Album sehr viel Klargesang aufweisen werde. Dies begründete Hermida damit, dass die Musiker etwas anderes außerhalb ihres musikalischen Spektrums versuchen wollen. Die Musiker wollten allerdings ihren harten Klang beibehalten während sie ihre Liebe für die Musik suchen. Er beschreibt, dass ihm das Endprodukt selbst überrascht habe:

„We decided as a band to do something way outside the spectrum of what Suicide Silence has done in past. We wanted to maintain a heavy sound while exploring our love of music, and what came out surprised us 100 percent […]“

„Wir haben uns entschieden, etwas außerhalb des Spektrums dessen, was Suicide Silence in der Vergangenheit gemacht haben, zu machen. Wir wollten den harten Sound beibehalten und gleichzeitig unsere Liebe zur Musik erkunden, und das Endprodukt hat uns zu hundert Prozent überrascht[…]“

Mark Heylmun erkkärte indes in einem anderen Interview, dass die Band versuchen wollte, nicht so zu klingen wie andere Bands. Er sagte, dass eine Bandgründung – seine Erfahrung nach – geschieht, um einen Klang zu kreieren, der den Gruppen ähnelt, die man gemeinsam gut findet. In dem Fall von Suicide Silence nannte Heylmun Bands wie Korn, Cannibal Corpse, Decapitated und Slipknot. Der Gitarrist erklärte, dass die Entscheidung etwas völlig Neues zu versuchen der Tatsache geschuldet sei, dass die Musiker beschlossen ihren eigenen Sound zu finden, da man der Meinung war, dass es nicht gut sei, ähnlich wie andere Bands zu klingen. Dies sei durch das Anhören des alten musikalischen Materials in den vergangenen Jahren ans Licht gekommen.

„Wenn man eine Band gründet, läuft das meistens so ab: – und ich spreche hier nur aus eigener Erfahrung – Man spricht darüber welche Bands man mag und will dann einen Sound kreieren, der wie diese Bands klingt. Ich erinnere mich an Slipknot, Decapitated, Cannibal Corpse und Korn: Das waren alles Bands, die wir genannt hatten, als wir anfingen, gemeinsam zu spielen. Aber im Laufe der Jahre hörten wir uns unsere Musik noch einmal an und dann wurde uns klar, dass wir nicht versuchen sollten, so zu klingen wie andere Bands. Wir sollten nur Musik machen, so wie wir sie machen wollten.“

Die Musiker versuchten bereits in Vergangenheit mit anderen Musikrichtungen, wie dem Nu Metal zu experimentieren. So wurde für das 2011 veröffentlichte The Black Crown mit Korn-Sänger Jonathan Davis zusammengearbeitet. Nach dem überraschenden Tod ihres damaligen Sängers Mitch Lucker kehrten Suicide Silence mit der Herausgabe ihres Vorgängers You Can’t Stop Me wieder weitestgehend zu ihren Deathcore-Wurzeln zurück.
Bassist Dan Kelly und Schlagzeuger Alex Lopez kündigten vor der Veröffentlichung an, dass das Album einen kompletten musikalischen Umbruch darstellen würde. Sie sagten, dass das Album viele Klargesangspassagen aufweisen würde, was für die Band bereits musikalisches Neuland ist. Über den Einsatz von Klargesang erklärten beide, dass Sänger Hermida erstmals bereit sei mit cleanem Gesang arbeiten zu können. Sie kündigten an, dass das Album viele Gesangspassagen, viele Screamings und Melodik aufweise. Das Album stellt eine weitestgehend musikalische Abkehr vom Deathcore dar, hin zu einer Mischung aus Nu Metal und Alternative Metal, der mit Korn und Deftones vergleichbar ist.

## Bewerbung
Am 6. Januar 2017 wurde mit Doris die erste Single mitsamt einem Musikvideo veröffentlicht. Dabei handelt es sich um ein 360-Grad-Video. Am Tag der offiziellen Albumveröffentlichung wurde ein weiteres Musikvideo, dieses Mal zu Dying in a Red Room offiziell herausgebracht. Doris erregte, ebenso wie die zweite Singleauskopplung Silence besonders negative Resonanz seitens der Fanszene und der Presse.
Die Gruppe absolvierte in der Woche vor dem Release des Albums bis eine Woche danach eine Clubtour entlang der Westküste der Vereinigten Staaten, die zwischen dem 19. Februar und dem 4. März 2017 stattfand. Diese wurde von Plague Vendor und dem ehemaligen Disfiguring-the-Goddess-Musiker Cameron Argon begleitet. Eine für den Dezember des Jahres 2016 angekündigte Europatour mit Caliban wurde teilweise auf März 2017 verschoben. Dies betraf lediglich die fünf Konzerte im Vereinigten Königreich. Unmittelbar im Anschluss spielten Suicide Silence erneut im Vereinigten Königreich, dieses Mal mit Deez Nuts und Venom Prison im Vorprogramm. Im Sommer absolvierten Suicide Silence mehrere Festivalauftritte, darunter bei Rock am Ring und Rock im Park.

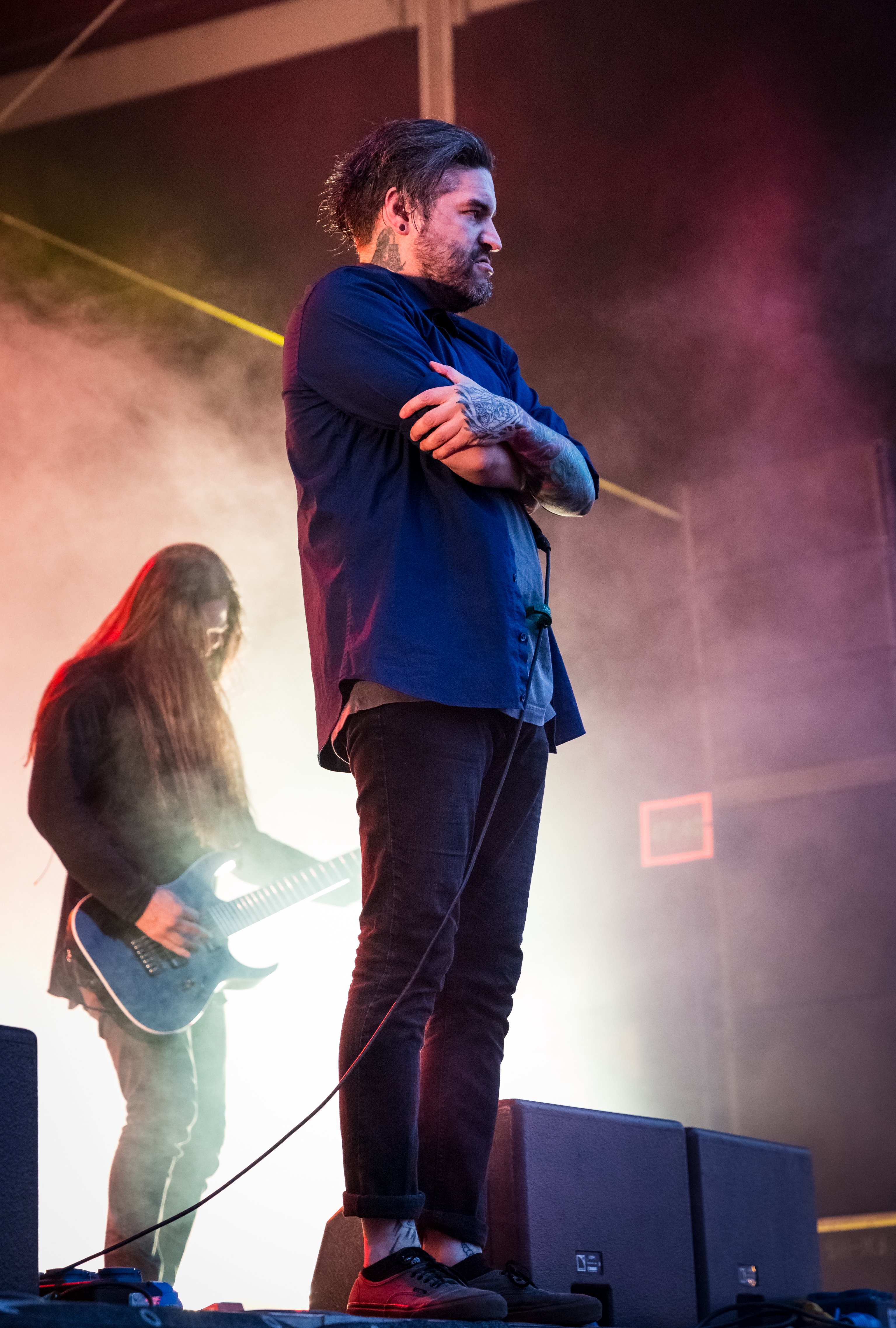
Eddie Hermida bei Rock am Ring, 2017.
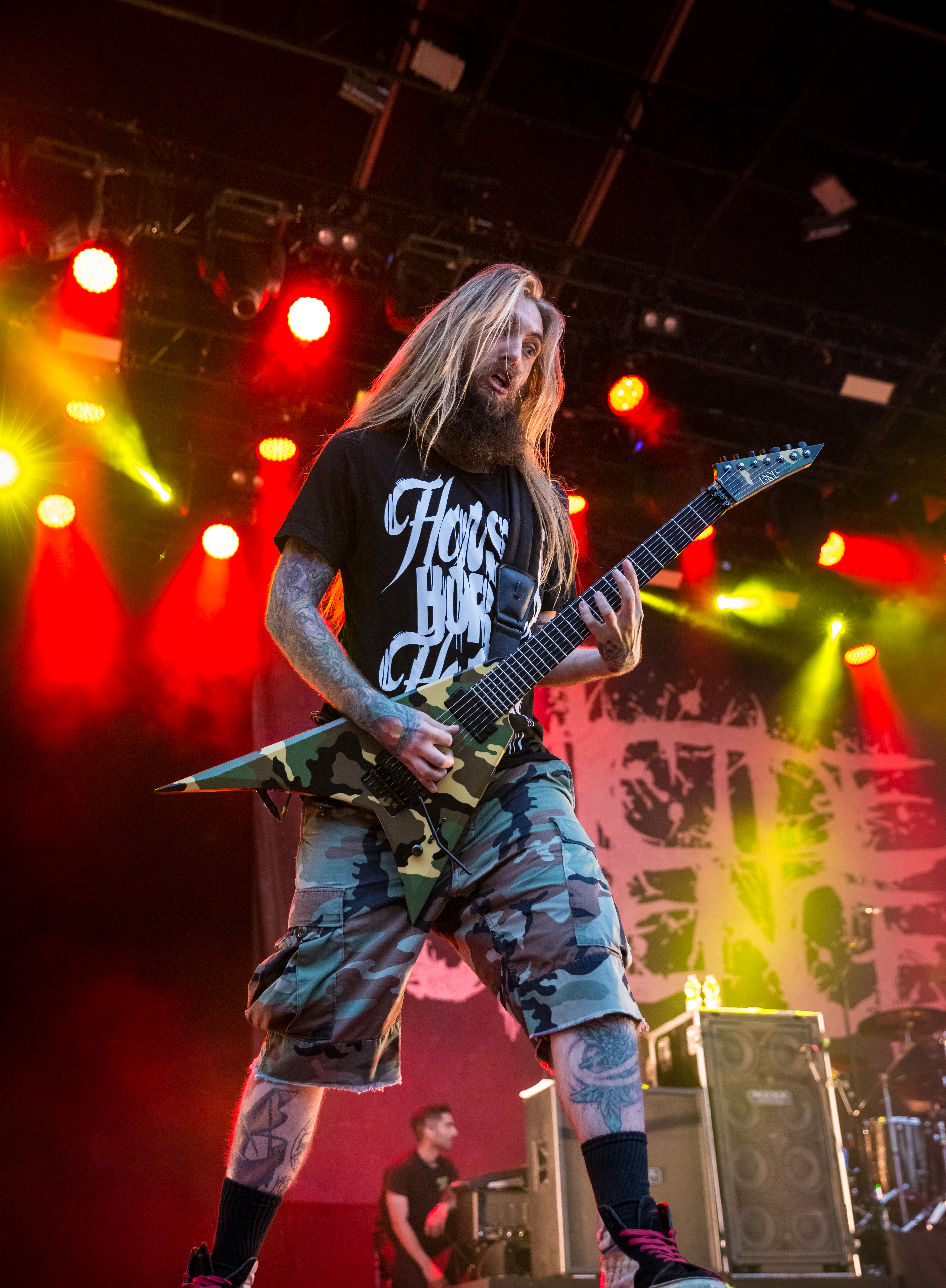
Mark Heylmun bei Rock am Ring, 2017.
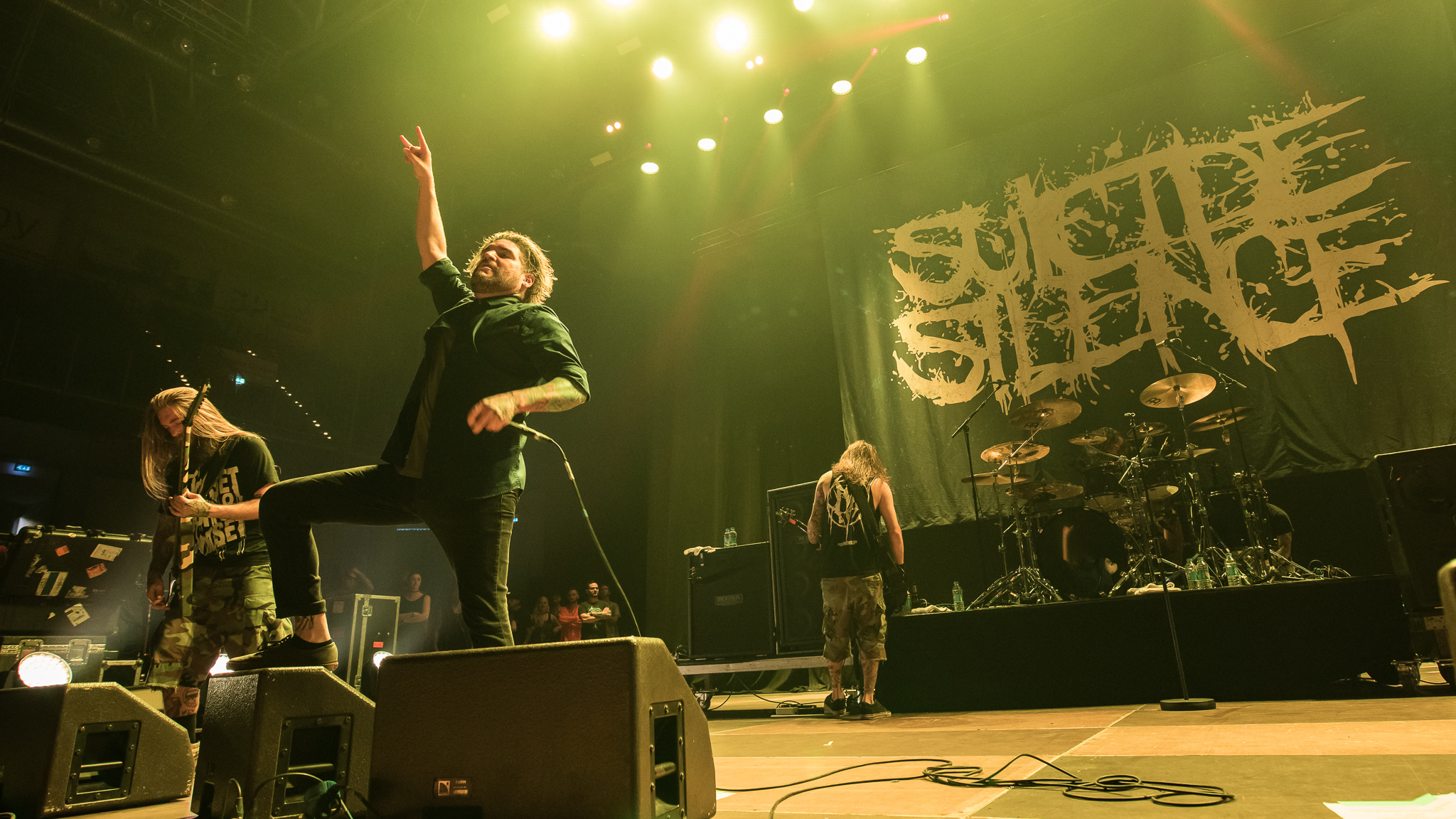
Suicide Silence bei Rock im Park, 2017.
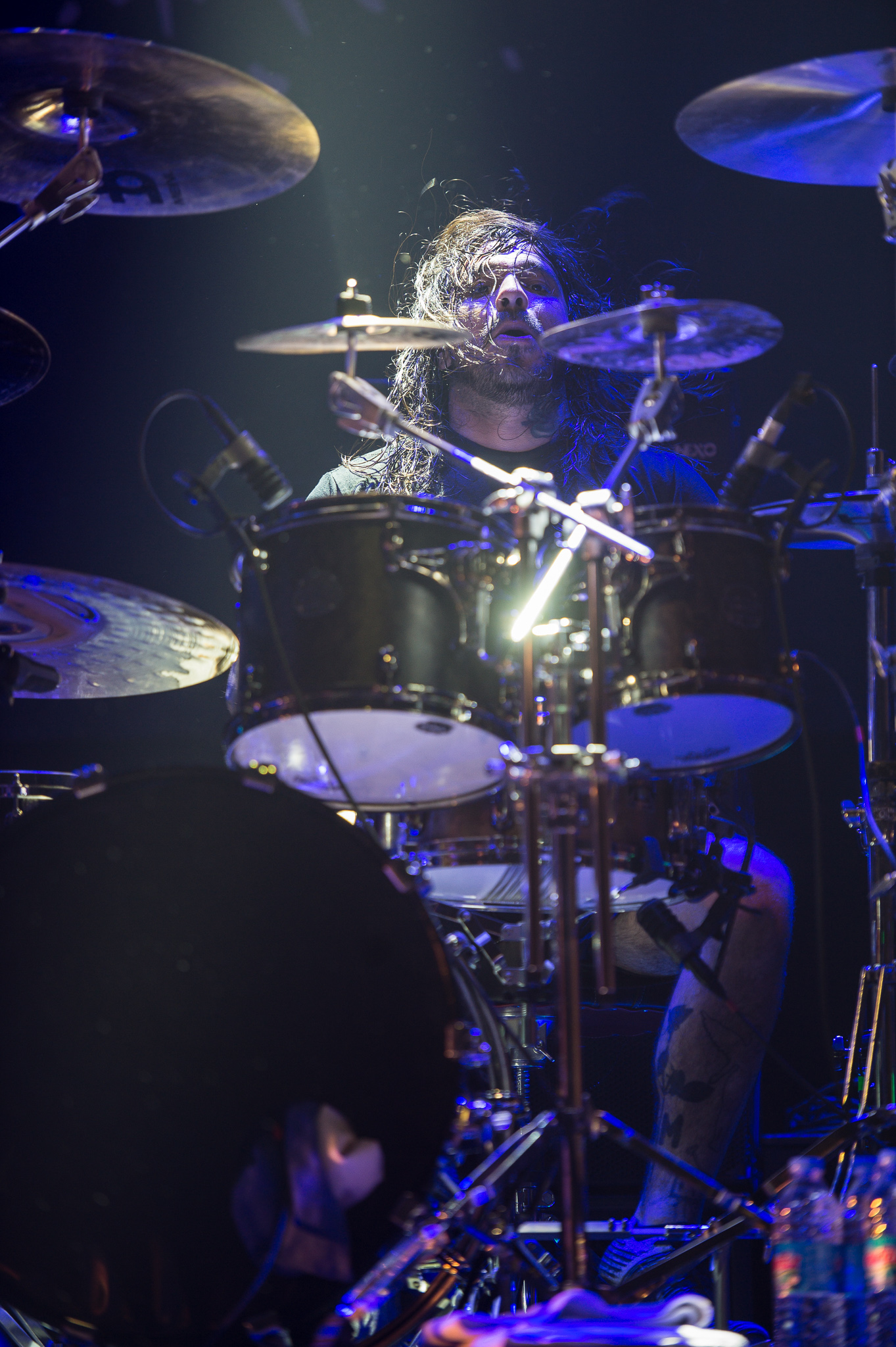
Alex Lopez bei Rock im Park, 2017.
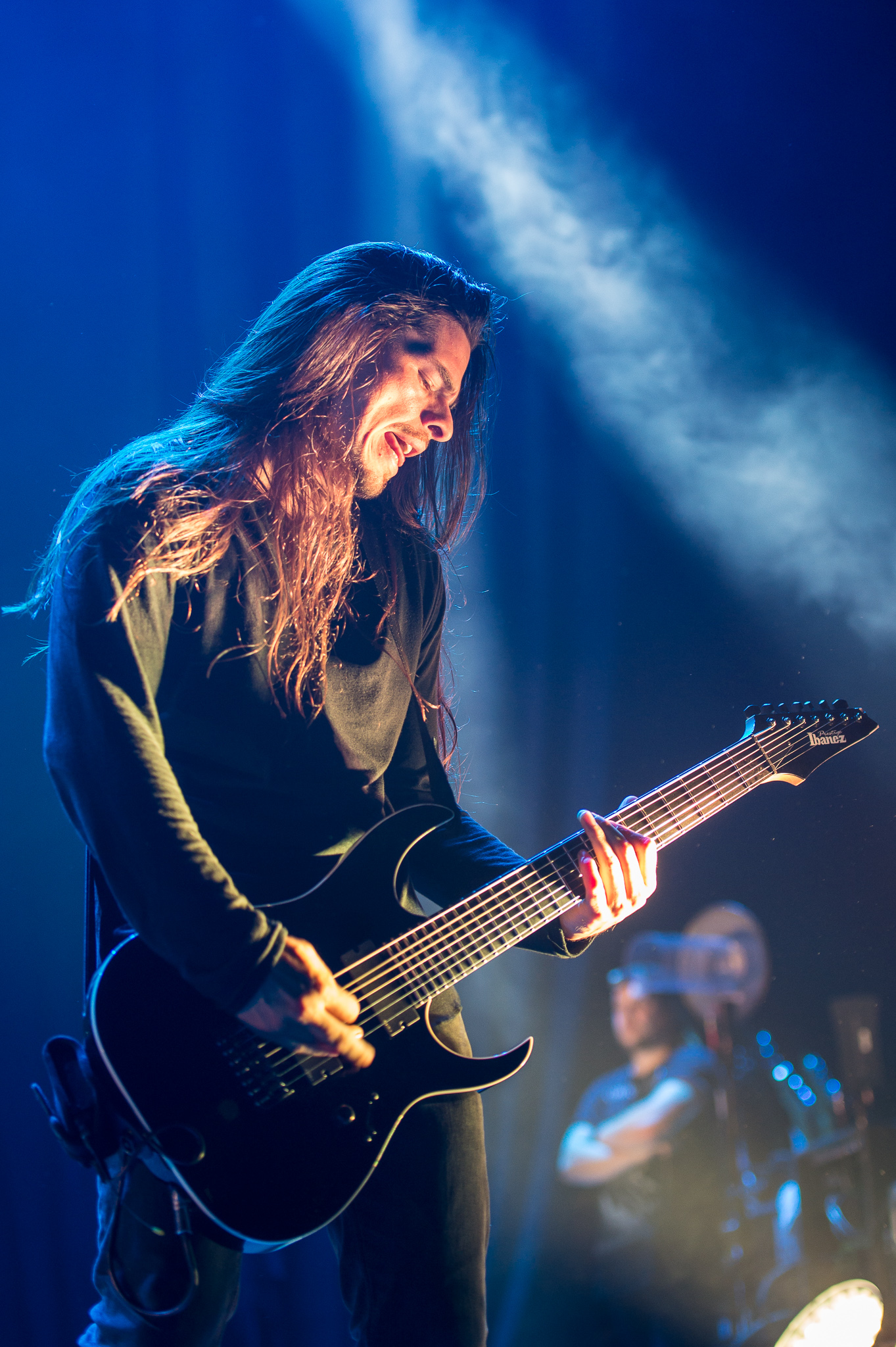
Chris Garza bei Rock im Park, 2017.
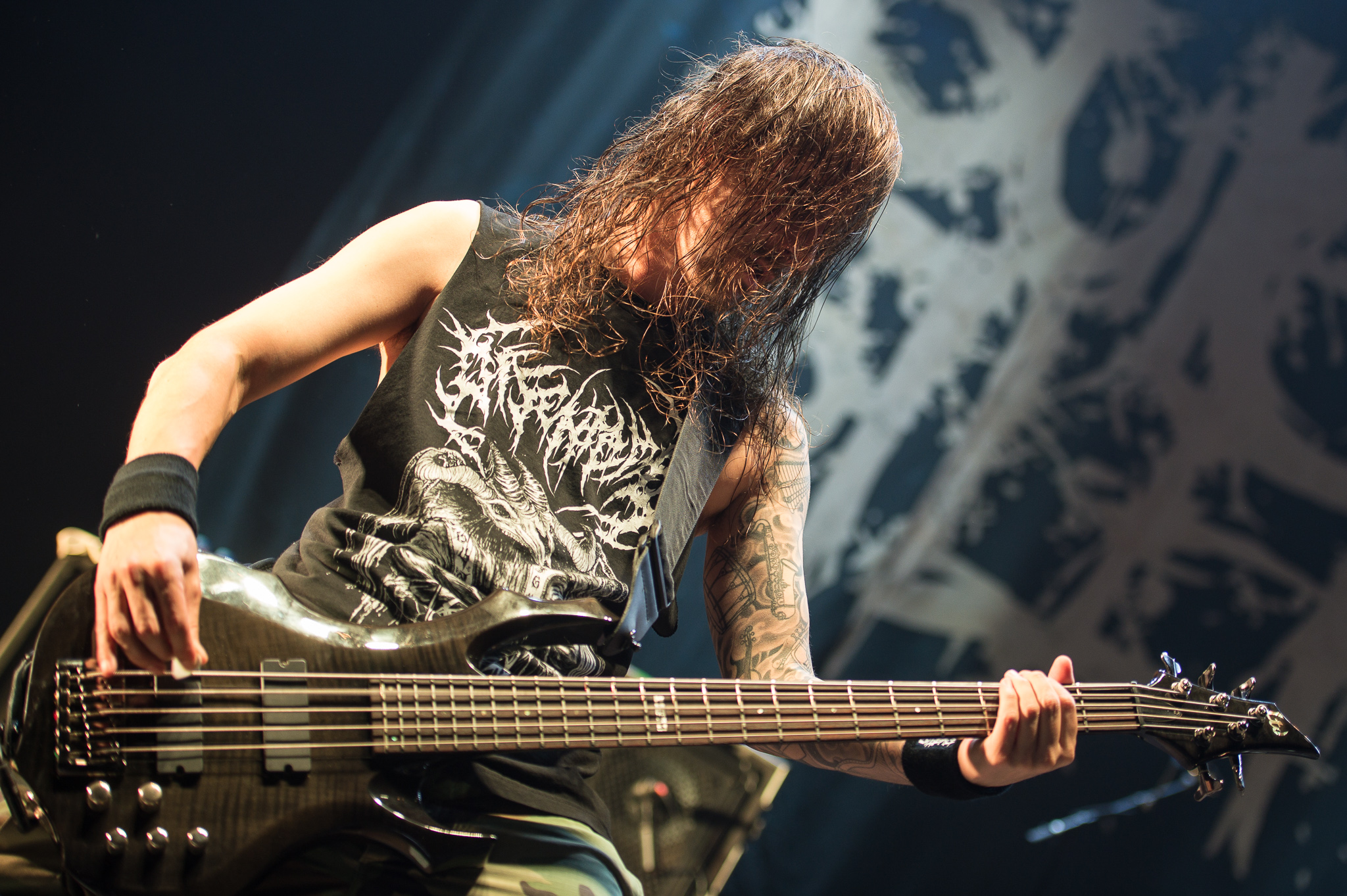
Daniel Kenny bei Rock im Park, 2017.

Im November und Dezember 2017 spielen Suicide Silence eine ausgedehnte Nordamerikatournee um das 2007 veröffentlichte Album The Cleansing zu feiern. Bei den letzten sechs Konzerten dieser Tournee werden Winds of Plague im Vorprogramm auftreten.

## Streitigkeiten

### Mit den Fans
Bereits seit der Bekanntgabe, dass die Musiker auf dem nach der Band benannten Album mit ihren musikalischen Wurzeln brechen und erstmals Klargesang anwenden wollen wurde erstmals Kritik seitens der Fangemeinde laut. Diese intensivierten sich stark nach der Veröffentlichung der ersten Singleauskopplung Doris. Vor allem in den sozialen Netzwerken als auch auf der Videoplattform YouTube wurde das Stück mit äußerst negativen Kommentaren und Feedbacks – die sich vor allem an dem Verhältnis zwischen Gefällt-mir- und Gefällt-mir-nicht-Klicks zeigten – bedacht. Produzent bezeichnete den Hass auf das Werk als „genial“, da diese Reaktion zeige, dass man ganze Arbeit geleistet habe. Auch der in der US-amerikanischen Metalszene bekannte Webvideoproduzent Jared Dines schaltete sich in den Streit zwischen den Fans und der Band ein.
Auch die zweite Single Silence wurde von den Fans der Band äußert negativ aufgenommen, was sich unter anderem daran zeige, dass das Video auf Youtube doppelt so „Dislikes“ als „Likes“ erhalten habe. Der Streit ging so weit, dass Fans auf der Plattform Change.org eine Petition starteten um eine Veröffentlichung des Albums zu verhindern. Diese wurde von mehr als 5,000 unzufriedenen Fans der Band unterzeichnet. Schlagzeuger Alex Lopez begann, Fans der Band auf Facebook zu beleidigen, was dafür sorgte, dass der Disput größere Wellen schlug. Die Postings, die zwischenzeitlich bei Facebook entfernt wurden, sind nach wie vor im Chatroom Reddit zu finden.
Sänger Eddie Hermida reagierte mit Unverständnis auf die massive Kritik, griff aber keine Fans persönlich an. In einem Interview äußerte er, dass ein Großteil der Fans dem Album nicht die Möglichkeit gebe, einzuwirken und sich zu entfalten. Der Sänger sagte, dass es einen Teil in der Fanszene gebe, die mit Neugier an das neue Werk der Band herangegangen seien, allerdings habe ein Großteil der Fans aus Angst einen großen Bogen um das Album gemacht. Er äußerte, dass es auch Fans gebe, die ihre Meinung ändern könnten, wenn sie das Material erstmals live erleben würden. Allerdings betonte Hermida, dass Suicide Silence nicht für die Fans, sondern für die Musiker entstanden sei. Zuvor sagte Hermida in einem anderen Interview mit dem Alternative Press, dass er dankbar für jede Erwähnung der Band sei, egal ob auf positiver oder negativer Basis. Er begründete die Aussage damit, einen Nerv getroffen und seine Arbeit als Musiker erledigt habe. In einem Gespräch mit dem britischen Rock Sound indes erklärte Hermida die Musikindustrie für so gut wie tot, was er daran ausmachte, dass Musiker und die höheren Personen zu viel Wert darauf legen, was andere Menschen im Internet sagen.
Eine Woche nach Herausgabe des Albums wurde bekannt, dass sich das Album in den Vereinigten Staaten lediglich 4,600 mal und somit 70 Prozent weniger als der Vorgänger You Can’t Stop Me – welches 2014 noch 15,000 Einheiten absetzen konnte – innerhalb der ersten Verkaufswoche verkauft hat und auf Platz 163 in den dortigen Albumcharts eingestiegen sei, was die niedrigste Notierung in den nationalen Charts darstellt. Auch in Deutschland waren die negativen Auswirkungen spürbar; So konnte das Album lediglich auf Platz 98 und somit nur denkbar knapp in die Bestenliste einsteigen.

### Mit Thy Art Is Murder
Infolge der Streitigkeit mit der eigenen Fanszene, die sogar eine Petition starteten um die Veröffentlichung des Albums zu verhindern, konterte Sänger Eddie Hermida die Kritik und griff dabei die australische Deathcore-Band Thy Art Is Murder an. Laut Hermida könne „der Deathcore ein Machtzentrum bleiben, wenn andere Bands das machen was man [Suicide Silence] vorlebt.“ Er sieht im Deathcore ein sterbendes Genre, da die meisten nicht an die Überlebenschanchen dieser Musikrichtung glauben. Der Sänger vertritt die Meinung mit der Veröffentlichung ihrer Lieder Doris und Silence den Willen gezeigt zu haben und wirft der australischen Band vor mit ihrer Masche den Deathcore zu beerdigen.

„Wenn alle Bands dem erliegen, was Thy Art Is Murder gerade tun und sich sagen “Oh yeah, wir werden Deathcore retten”  und deshalb den gleichen Song schreiben, der sich auch schon auf dem letzten Album befand, dann wird das Genre sterben.“

Mit seinem Angriff spielte Hermida auf den Wiedereinstieg des Sängers Chris „CJ“ McMahon bei Thy Art Is Murder an, die zudem eine neue Single veröffentlicht haben, die für Hermida zu sehr „auf Nummer sicher“ ging.
Gitarrist Mark Heylmun erklärte in einem Interview mit Musicology, dass Sänger Hermida die Musiker von Thy Art Is Murder nicht persönlich angegriffen habe, sondern die Band als allgemeines Beispiel dafür genommen habe, was im Deathcore derzeit falsch laufe. Der Clinch kam erst zustande, nachdem ein enttäuschte Suicide-Silence-Fan die australischen Kollegen auf das Interview aufmerksam gemacht haben. Demnach habe der betroffene Fan Andy Marsh kontaktiert, welcher daraufhin Sänger Eddie Hermida ansprach, während Shaun Delander auf Heylmun zugegangen sei. CJ sei selbst in die Diskussion eingestiegen. Laut Heylmun würde allerdings kein wirklicher Streit zwischen beiden Bands vorliegen.
Thy Art Is Murder indes nutzten die Aufmerksamkeit für Eigenwerbung und boten eine Kappe mit der Aufschrift „Make Deathcore Great Again“, eine Anspielung auf Trumps Wahlslogan „Make America Great Again“. Die Szenemedien sahen durch den Streit, Thy Art Is Murder in der neuen Position als „Retter des Deathcore“. Durch ihre Stellung gegenüber Suicide Silence habe Thy Art Is Murder die Gunst der Deathcore-Szene erlangen können. Da beide Bands in den Vereinigten Staaten bei der gleichen Plattenfirma, Nuclear Blast, unter Vertrag stehen wird dieser Streit als Marketingtrick für beide Bands betrachtet, wobei die Frage offen bleibt, ob sich das in den Verkaufszahlen widerspiegeln werde.

## Pressestimmen

### Englischsprachige Kritiken
In der englischsprachigen Fachpresse erhielt Suicide Silence überwiegend negative Besprechungen. Die vernichtendste Kritik kam dabei von Joe Smith-Engelhardt, der für das kanadische Musikmagazin Exclaim! schreibt, und dem Album die niedrigste Wertung vergab und dies damit begründete, dass Suicide Silence „eine Müll-Band, die schlampige Coverversionen von Korn und Deftones über einem Mikrophon von der Müllhalde einspiele“, sei. Auch das britische Rock Sound bemängelte die musikalische Veränderung der Band und befand, dass die Musiker „das weggeworfen haben, was sie einst groß gemacht habe“. Dieser Meinung schloss sich der Metal Hammer an und bezeichnete die Entscheidung, eine andere Musikrichtung einzuschlagen als „verwirrend.“
Einer der wenigen Kritiker, die dem Album etwas abgewinnen konnten, war Axl Rosenberg, der das Album als eine „verrückte Metal-Kunst“ bezeichnete, die vergleichbar mit den kontroversen Alben Lulu und St. Anger von Metallica. Während der Kritiker die Behauptung aufstellt, dass „Suicide noch nie wirklich geistig zerrüttet geklungen“, schlussfolgerte er zugleich, dass er nicht sicher sei, ob „Suicide Silence ein großartiges Album ist“ aber ein „gutes Album“ sei es allemal. Er schrieb, dass es „jede Menge Eier brauche um solch ein Album zu produzieren.“

### Deutschsprachige Kritiken
Ebenso wie in den englischsprachigen Fachkreisen, erntete Suicide Silence auch in den deutschsprachigen Medien überwiegend negative Besprechungen. Die schlechteste Bewertung erhielt das Album von Manuel Berger, Rezensent bei Laut.de, der das komplette Album und Produktion verriss. Das Album sei ein „Stückwerk, bei dem sich über weite Strecken die einzelnen Elemente gegenseitig abstoßen.“ Er fragt sich, wie das Album den Run von Produktion bis hin zur Promotion überhaupt überstanden habe. Außerdem stellt Berger die Frage, wie ein Produzent wie Ross Robinson in der Lage ist, so einen „Mülltonnensound“ zu kreieren, obwohl er mit Roots von Sepultura und Iowa von Slipknot zwei Meisterwerke produziert hat. Er resümiert, dass das Album eine Goldene Himbeere für die schlechteste Produktion erhalten könnte, würde der Preis in der Musikindustrie vergeben werden. Nadine Schmitt von Metal.de indes schreibt, dass sich der musikalische Wechsel weg vom Deathcore für einen Moment gelohnt habe. Allerdings sollte Sänger Eddie Hermida unbedingt üben, da er stimmlich schwach wirke und mit seiner Live-Vorstellung der mutige Vorstoß entweder steht oder fällt. Im abschließenden Satz stellt die Kritikerin dar, „dass man keiner Band das Verlangen der Spektrumserweiterung vorwerfen dürfe.“
Sebastian Kessler von deutschen Ausgabe des Metal Hammer sieht in den Gesang Hermidas, den er persönlich „okay“ findet, nicht das einzige Problem des Albums, allerdings sei es das Einfachste. Die Produktion von Robinson lasse den Klang, durch Rückkopplung und Nebengeräusche „lebendig“ und „spontan“ wirken. Allerdings fehler der Gruppe in ihrer Mischung aus Post-Hardcore, Grunge und New Metal eine klare Linie. Durch die vorhandene Düsternis, der Vertracktheit und dem Rausch sei es für den Hörer schwer, sich den Titeln anzunehmen, auch wenn man dabei ab und an Spannendes entdecken kann. Das Album ist ein „ambitionierter Schritt raus aus dem Metalcore-Einheitsbrei, der wenig Hörspaß bietet, aber in seiner kompromisslosen Rohheit fasziniert.“